# Codificació d'àudio de la telefonia IP

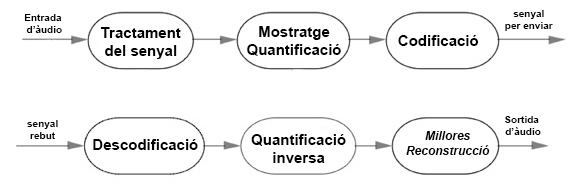
Passos per a la codificació/descodificació

La codificació d'àudio de la telefonia IP és la codificació en bits que puguin ser processats per un ordinador de la forma d'ona d'àudio analògica per enviar àudio en una xarxa digital de dades. El senyal d'àudio es mostreja, es quantifica i es comprimeix mitjançant algun còdec. En funció de les necessitats de l'aplicació, els diferents còdecs varien en la qualitat del senyal transmès, en l'amplada de banda requerida, el nivell de càrrega de processament, etc. Cada servei d'aplicació de veu per IP pot suportar diferents còdecs, l'ús dels quals es negocia quan s'estableix la connexió i el qual pot variar en funció del protocol de comunicació fet servir.

## Protocols de connexió
Les xarxes informàtiques cada cop són més sofisticades. A poc a poc han anat sorgint protocols que permeten que les comunicacions de veu viatgin sobre línies de dades de tot el món amb una qualitat similar a la xarxa telefònica tradicional, però amb un cost proper a una trucada local en la xarxa telefònica tradicional.

### Estàndard H.323
H.323 és un estàndard de comunicacions produït per la Unió Internacional de Telecomunicacions el 1996, impulsat pel creixement de la comunicació multimèdia en xarxes d'àrea local (Local Area Network, LAN). És una expansió de la tecnologia tradicional H.320 però optimitzada per a Internet. H.323 ha estat dissenyat des del principi per a incloure la telefonia sobre IP, així com comunicacions de gatekeeper a gatekeeper i altres comunicacions de dades que impliquen xarxes commutades de paquets.

### Altres protocols
A banda de l'estàndard H.323 existeixen més protocols que s'han anat desenvolupant al llarg del temps:
- SIP - Protocol definit per la IETF
- Megaco (També conegut com a H.248) i MGCP - Protocols de control
- Skinny Client Control Protocol - Protocol propietat de Cisco
- MiNet - Protocol propietat de Mitel
- CorNet-IP - Protocol propietat de Siemens
- IAX - Protocol original per a la comunicació entre PBXs Asterisk (És un estàndard pels altres sistemes de comunicacions de dades, actualment està en la seva versió 2 - IAX2)
- Skype - Protocol propietari peer-to-peer utilitzat en l'aplicació Skype
- IAX2 - Protocol per a la comunicació entre PBXs Asterisk en reemplaçament de IAX
- Jingle - Protocol obert utilitzat en tecnologia Jabber
- MGCP- Protocol propietari de Cisco
- weSIP wesip - Protocol de llicència gratuïta de VozTelecom

## Estàndards de codificació

### Estàndard G.711
L'estàndard G.711 de la ITU-T permet comprimir i expandir (companding) el senyal d'àudio per tal d'enviar-ho a una freqüència de 8 KHz i amb una taxa de bits de 64 kbps. És conegut pel nom PCM (Pulse Code Modulation) i és un estàndard que cal a molts tipus de tecnologies, com per exemple a l'H.320 i a l'H.323. També pot esser emprat per a comunicacions de fax sobre xarxes d'IP. Principalment és un estàndard molt emprat en les comunicacions per veu donant una bona qualitat d'àudio gràcies a la taxa de 64 kbps. En la seva implementació es realitza una quantificació no lineal, del tipus logarítmica, fent ús de 8 bits per la representació de cada mostra. Introdueix un retard en el senyal d'àudio de 0,125 ms, cada paquet està compost per una trama (frame) de 160 bits. L'estàndard implementa un sistema de reducció d'amplada de banda que detecta quan hi ha moments de silenci reduint-hi l'amplada de banda en aquests moments. Existeixen dues versions diferents µ-law, utilitzada principalment a Nord Amèrica, i la versió A-law, utilitzada fora del territori nord-americà

### Estàndard G.722 i G.722.1
L'estàndard G.722 de la ITU-T, és un codec amb una amplada de banda de 7 KHz capaç d'operar a 48, 56 i 64 Kbps. Aquesta tecnologia va sorgir al Novembre del 1988 basada en la codificació sub-band ADCPM. L'estàndard treballa amb una freqüència de mostreig de 16 KHz amb una representació de 14 bits per mostra, doblant el nombre de bits aconsegueix una millor qualitat i claredat en l'àudio. La seva implementació en aplicacions de veu per IP és major que l'estàndard G.711, ja que millora la qualitat sense una complexitat d'implementació més gran que el G.711. L'estàndard G.722.1 no és una variant de l'estàndard G.722 i està basat en els còdecs Siren amb llicència lliure d'alta qualitat amb un bitrate moderat de 24 i 32 Kbps, redueix l'amplada de banda utilitzant les tècniques AMR-WB (Adaptive Multirate Wideband) que consisteixen a variar el bitrate del senyal codificat en relació amb l'estat de congestió de la xarxa. És utilitzat en sistemes de veu sobre IP que no requereixin amplades de banda petites.

### Estàndard G.723.1
L'estàndard G.723.1 defineix com es pot codificar i comprimir un senyal de veu, de freqüència de mostreig de 8 kHz, en trames de 30 ms. El seu nom oficial és la Codificació de Veu de Doble Velocitat per a Transmissió en Comunicacions Multimèdia a 5,3 i 6,3 kbps.
Aquestes taxes de bits, 5.3 i 6.3 kbps venen definides pels algoritmes ACELP (Algebraic Code Excited Linear Prediction) i el MP-MLQ (Multi Pulse-Maximum Likelihood Quantizer) que utilitzen paquets de 20 i 24 bytes respectivament. Un dels grans avantatges del G.723.1 és fet de requerir un índex de transmissió molt baix, oferint així una qualitat d'àudio propera a la de la xarxa telefònica convencional.

### Estàndard G.726
L'estàndard G.726 permet codificar un senyal d'àudio amb una freqüència de mostreig de 8 kHz, amb una taxa de bits de 16, 24, 32 i 40 kbps, però sempre s'utilitza la taxa de 32 kbps. Introdueix un retard en el senyal d'àudio de 0,125 ms. Cada paquet està compost per un sol frame de 80 bits. Basat en la codificació d'àudio ADPCM (Adaptive Differential Pulse Code Modulation). A més de ser utilitzat en xarxes de telefonia, és el códec estàndard de la telefonia sense cables dels sistemes DECT (Digital Enhanced Cordless Telecommunications).

### Estàndard G.728
És un estàndard ITU-T que permet
codificar veu per a transmetre amb una taxa de bits de 16 kbps. És utilitzat en
sistemes de videoconferència per internet que funcionen a 56-64 kbps amb el
senyal de video multiplexat. Introdueix un retard superior a la resta de
codecs, d'uns 0,625 ms, perquè la seva complexitat de càlcul és molt més
elevada que la dels estàndards anteriors. Cada paquet està compost de quatre
frames, cadascuna de 5 bits. Amb un cost de càlcul superior al del G.711 com
referent de qualitat telefònica; el G.728 proporciona la mateixa qualitat
d'àudio amb una amplada de banda molt inferior. Està basat en la codificació
del senyal de veu LD-CELP (Low-Delay Code Excited Linear Prediction). S'utilitza
per a xarxes de veu sobre IP.

### Estàndard G.729 i G.729A
Els estàndards G.729 i G.729A codifiquen senyals d'àudio prop de la qualitat de la
xarxa telefònica convencional (senyals d'àudio a 8 kHz amb una taxa de bits de
8 kbps). L'estàndard G.729A requereix una potència de càlcul més baixa que el G.729,
obtenint els mateixos resultats tant en qualitat com en taxa de bits, i per
tant introdueix un retard inferior. G.729 utilitza la codificació CS-ACELP
(Conjugate-Structure Algebraic Code Excited Linear Prediction) mentre que
l'estàndard G.729A utilitza la codificació ACELP (Algebraic Code Excited Linear
Prediction).